# Ilona Korstin
Ilona Kal'uvna Korstin, en rus: Илона Кальювна Корстин (nascuda el 30 a Sant Petersburg, Rússia) és una exjugadora de bàsquet russa. Va aconseguir 10 medalles en competicions internacionals amb Rússia. Després de la seva retirada exerceix com a diputada general adjunta en la VTB United League.